# La historia de Beren y Lúthien
La historia de Beren y Lúthien es la historia de amor y aventuras del hombre mortal  Beren y la mitad elfa mitad maia inmortal Lúthien, como previamente se ha mencionado en varias obras de J. R. R. Tolkien. 
Tiene lugar durante la Primera Edad de la Tierra Media, cerca de 6500 años antes de los eventos de su libro más famoso, El señor de los Anillos. Tolkien escribió varias versiones de la historia, la última fue escrita en El Silmarillion. Beren y Lúthien también son mencionados en El Señor de los Anillos.

## Desarrollo y versiones
La primera versión de la historia es El cuento de Tinúviel, que fue escrito en 1917 como parte de El libro de los cuentos perdidos. Durante la década de 1920, Tolkien empezó a cambiar la historia y a transformarla en un poema épico al que llamó  La Balada de Leithian. Nunca pudo terminarla, dejando tres de los diecisiete cantos incompletos. Después de su muerte, La Balada de Leithian fue publicada en Las baladas de Beleriand, junto con La balada de los hijos de Húrin y otros poemas inconclusos. La versión final de la historia está escrita en prosa en un capítulo de El Silmarillion y es narrada por Aragorn en La Comunidad del Anillo. Además fue el modelo para La historia de Aragorn y Arwen, la cual es contada en los apéndices de El Señor de los Anillos.

## Sinopsis
Como es narrada en El Silmarillion, la versión final de la historia:
Beren fue el último superviviente de un grupo de hombres guiados por su padre Barahir que habían resistido a Morgoth, el Enemigo Oscuro, después de la "Batalla de La Llama Súbita" Dagor Bragollach, en la que Morgoth había conquistado la mayoría del norte de la Tierra Media. Después de la derrota de sus compañeros, Beren huyó del peligro hacia el reino elfo de Doriath. Ahí conoció a Lúthien, la única hija del rey Thingol y Melian la Maia, mientras ella bailaba y cantaba en una pradera. Al ver a la hermosa elfa, bellísima incluso entre las de su especie, Beren se enamoró. Ella se enamoraría a su vez de él cuando, movido por su belleza y encantadora voz, le dio el apodo de “Ruiseñor”. Como Thingol consideraba que Beren no era digno de su hija, le asignó una misión casi imposible como condición para casarse con ella: recuperar uno de los Silmarils, las tres piedras sagradas hechas por Fëanor, que Morgoth había robado de los elfos.
Beren dejó Doriath y se embarcó en su búsqueda hacia Angband, la fortaleza del enemigo, y pesar de que Thingol trató de impedirlo, Lúthien lo siguió. En su viaje a la tierra del enemigo, el aventurero llegó a Nargothrond, una fortaleza élfica, en la que se le unieron diez guerreros bajo la dirección del rey Finrod, quien había hecho un juramento de amistad al padre de Beren. A pesar de que los hijos de Fëanor, Celegorm y Curufin, les advirtieron que no tomaran el Silmaril, que consideraban de su propiedad, la compañía estaba determinada a acompañar a Beren.
En el camino a Angband y a pesar de los esfuerzos de Finrod, fueron capturados por los orcos, sirvientes de Morgoth,  y encerrados en Tol-in-Gaurhoth. Uno por uno fueron asesinados por un hombre lobo, hasta que únicamente quedaron Finrod y Beren. Cuando el lobo fue por este último, el rey élfico rompió sus cadenas y luchó con ferocidad con la bestia hasta que ambos murieron. 
Mientras seguía a su amado, Lúthien fue capturada y llevada a Nargothrond por Celegorm y Curufin. Ayudada por Huan, el sabueso de Celegorm (quien de acuerdo con la profecía solo podía ser derrotado por el más grande de los hombres lobo), pudo escapar, y una vez que llegaron a la fortaleza de Sauron, Huan venció al Hombre Lobo del enemigo, Draugluin, y a Sauron mismo en forma de lobo. Después liberaron a los prisioneros, entre ellos Beren.
Beren quería seguir su misión solo, pero Lúthien insistió en acompañarlo. Haciendo uso de la magia, tomaron la forma del murciélago  Thuringwethil y el lobo Draugluin a quien Huan había matado. De este modo, pudieron entrar a la tierra del enemigo y por fin a Angband ante el trono de Morgoth. Ahí Lúthien cantó una canción mágica que hizo caer al Señor Oscuro en un sueño profundo, tras lo cual Beren sacó un Silmaril de su corona. Mientras trataba de sacar los otros, su cuchillo se rompió y un pedazó pegó en la cara de Morgoth, despertándolo. En su intento de huir, la puerta fue bloqueada por Carcharoth, un hombre lobo gigante, quien había sido criado para ser el oponente de Huan. Mordió y engulló la mano de Beren, aquella con la que sostenía el Silmaril. Carcharoth ardiendo desde sus entrañas por virtud de la luz pura del Silmari, corrió enloquecido.
Beren y Lúthien regresaron a Doriath, en donde narraron sus aventuras y suavizaron el corazón de Thingol, quien dio su consentimiento para el matrimonio, aunque la misión hubiera quedado inconclusa. Beren y Huan participaron en la cacería de Carcharoth, quien en su locura llegó a Doriath y causó estragos formidables. Le dieron muerte, pero murieron también ellos, no sin que antes Beren, habiendo recuperado el Silmaril del estómago de la bestia, lo consiguiera entregar a Thingol.
Afligida, Lúthien también murió, y llegó a las Estancias de Mandos, donde cantó sobre su mala suerte, que nunca volvería a ver a Beren, quien como hombre mortal se había desvanecido del mundo. Así, Mandos, conmovido, devolvió la vida a ambos amantes y le concedió la mortalidad a ella. Lúthien dejó su hogar y a sus padres y fue a Ossiriand con su esposo. Y ahí moraron por el resto de sus vidas, hasta que ambas se extinguieron.

## Importancia en elLegendarium
Después de que Beren y Lúthien recuperaran el Silmaril, mucha gente de la Tierra Media trató de poseerlo, y hubo una guerra entre los Sindar, los Noldor y los Enanos, en la que los Sindar fueron vencidos. El Silmaril fue tomando por Eärendil y persuadió a los Valar para hacer la guerra a Morgoth, lo que conllevó a la derrota de este en la Guerra de la Cólera.
El matrimonio de Beren y Lúthien fue el primero de tres uniones entre un hombre mortal y una Elfa, de ahí surgieron los Medios- Elfos, aquellos que tenían antepasados tanto elfos como humanos. Como a Lúthien, se les dio la oportunidad de ser contados entre los Elfos o entre los Hombres. La versión extendida de la película La Comunidad del Anillo hizo la conexión por medio de una canción cantada en élfico por Aragorn, durante la noche. Al ser cuestionado por Frodo, simplemente explica que se relaciona con una mujer Elfa que dio su inmortalidad por el amor de un hombre.

## Inspiración
La historia de Beren y Lúthien se considera la parte central del legendarium de Tolkien. La historia y personajes reflejan el amor entre Tolkien y su esposa Edith. En particular, se cita que una ocasión en la que Edith bailó para él en una pradera de cicutas parece haber inspirado su visión del encuentro entre Beren y Lúthien. Algunas fuentes indican también que la familia de Edith en un principio desaprobaba a Tolkien por ser católico. Tolkien y su esposa Edith recibieron sepultura bajo los nombres de Beren y Lúthien respectivamente en el cementerio de Wolvercote, en Oxford.
La historia de Beren y Lúthien comparte elementos con varios cuentos populares. Probablemente su principal inspiración literaria sea el galés «Culhwch y Olwen», compilado en el Mabinogion —el padre que desaprueba y pone una tarea casi imposible para el pretendiente, que después es completada; la cacería del gran lobo, que recuerda la caza del jabalí Twrch Trwyth—. El motivo de «la mano en la boca del lobo» es una de las partes más famosas de la Edda prosaica de la mitología nórdica, protagonizada por el dios Tyr y el lobo Fenrir. Huan recuerda a varios sabuesos fieles de leyenda, como Garm, Gelert o Cafall. La búsqueda de uno de los tres Silmarils de la corona de hierro de Morgoth tiene cierto parecido con la búsqueda de los cabellos dorados en el cuento germano «Los tres pelos de oro del diablo», o de la manzana en «El grifo», del mismo origen.